# 유겐도

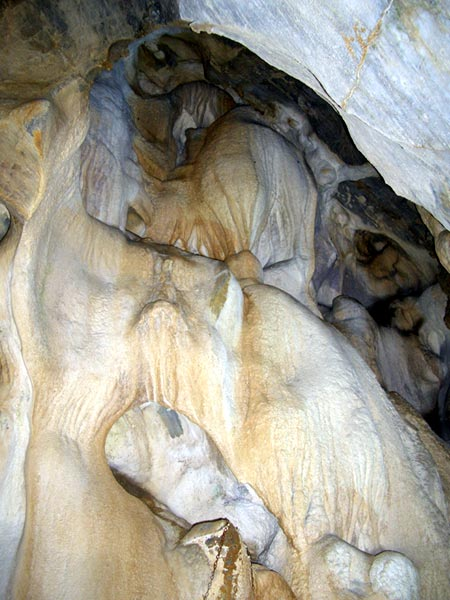
유겐도

유겐도(일본어: 幽玄洞)는 일본 이와테현 이치노세키시에 있는 석회암 동굴이다. 1980년에 발견된 유현동은 3억 5천만년 전의 지층에 속해 일본에서 가장 오래된 종유동으로 알려져 있다.